# Coma sintónica

Tercera mayor y coma sintónica en el círculo de quintas

La coma sintónica o coma de Didymos (Siglo I a. C.) es un intervalo musical de razón igual a {\displaystyle {\frac {81}{80}}}. 
Su amplitud comparativa es de 21.5 cents.
Puede encontrarse en multitud de relaciones entre intervalos del sistema de afinación justo.
- Es la diferencia entre el ditono pitagórico y la tercera mayor pura del sistema justo, igual a la que existe entre los armónicos 4 y 5 de la serie armónica: {\displaystyle {\frac {81}{64}}:{\frac {5}{4}}={\frac {81}{80}}}
- Es la diferencia entre la tercera menor pura que existe entre los armónicos 5 y 6 de la serie armónica, y la tercera menor pitagórica: {\displaystyle {\frac {6}{5}}:{\frac {32}{27}}={\frac {81}{80}}}
- Es la diferencia entre los semitonos diatónico y cromático: {\displaystyle {\frac {16}{15}}:{\frac {256}{243}}={\frac {81}{80}}}
- Es la diferencia entre el tono grande y el tono pequeño de la serie armónica, que se encuentran entre los armónicos 8, 9 y 10 de la serie armónica y en el sistema Justo: {\displaystyle {\frac {9}{8}}:{\frac {10}{9}}={\frac {81}{80}}}
- Es la diferencia entre la quinta pura de sistema de Pitágoras, de factor 3:2, y la quinta "templada" del sistema Justo: {\displaystyle {\frac {3}{2}}:{\frac {40}{27}}={\frac {81}{80}}}

El término "coma de Didymos" hace alusión al teórico de la música Didymos el Músico.

## Uso en la práctica
Es frecuente encontrar la coma sintónica cuando conviven dos sistemas de afinación distintos, por un lado el sistema Justo y por otro el Pitagórico o el Temperado, o cuando entran en conflicto el contexto armónico y el melódico.  Si dos instrumentos musicales tocan al mismo tiempo, y uno de ellos afina las terceras mayores justas y el otro temperadas o pitagóricas, cada vez que tocan la tercera del acorde de tónica o de dominante, se observará una desagradable divergencia. El instrumento que afina por el sistema justo produce unas terceras mayores que son una coma sintónica más cortas que el otro instrumento.  Las terceras mayores justas, o "puras", son más consonantes que el ditono pitagórico y que la tercera mayor temperada (que solo es un tercio de coma pitagórica menor que el ditono). Así pues, los acordes mayores suenan mejor cuando la tercera se baja una coma sintónica respecto a la afinación de carácter "brillante" que en un contexto melódico se considera más adecuada.